# Пикуа (Огайо)
Пикуа — город в округе Майами в штате Огайо в США.
Первоначально город Пикуа был торговым постом коренных американцев племени майами, известным под названием Пикавиллани. Город расположен вдоль реки Майами-Ривер.
Рядом с городом находилась атомная электростанция, имеющая охлаждаемый реактор с тепловым замедлителем мощностью 45,5 МВт. Реактор работал с 1963 по 1966 год.
В городе Пикуа также имеется ряд исторических зданий, представляющих собой памятники архитектурного наследия. Здесь расположен Общественный колледж Эдисона (Edison Community College). Здесь же был создан джазовый коллектив The Mills Brothers.